# Daniel Ivernel
Jacques Emile Julien Ivernel dit Daniel Ivernel est un acteur français, né le 3 juin 1918 à Versailles et mort le 11 novembre 1999 dans le 15e arrondissement de Paris.

## Biographie
De son vrai prénom Jacques, il est le frère du réalisateur Vicky Ivernel. Il s'est marié à la comédienne et dramaturge Christiane Lasquin.
Acteur de théâtre, Daniel Ivernel est une première fois engagé à la Comédie-Française en 1943. Il n'y reste que le temps d'une création, préférant rejoindre d'abord la troupe de Marcel Herrand et Jean Marchat, puis Charles Dullin et enfin Jean Vilar, qui l'engage en 1947 pour le premier festival d'Avignon où il joue La Terrasse de midi. Il débute au cinéma 1948 dans de petits rôles. Il le retrouvera en 1955 au Théâtre national populaire de Paris, le célèbre TNP, où il restera dix ans. Dans l'intervalle, il a re-signé, en 1960, un nouveau contrat de pensionnaire de la Comédie-Française pour y incarner un inoubliable Oncle Vania. Au cinéma, il débute en 1946 dans un film de Louis Cuny, Le Beau Voyage. Mais c'est le réalisateur Julien Duvivier qui le fit connaître avec Sous le ciel de Paris.

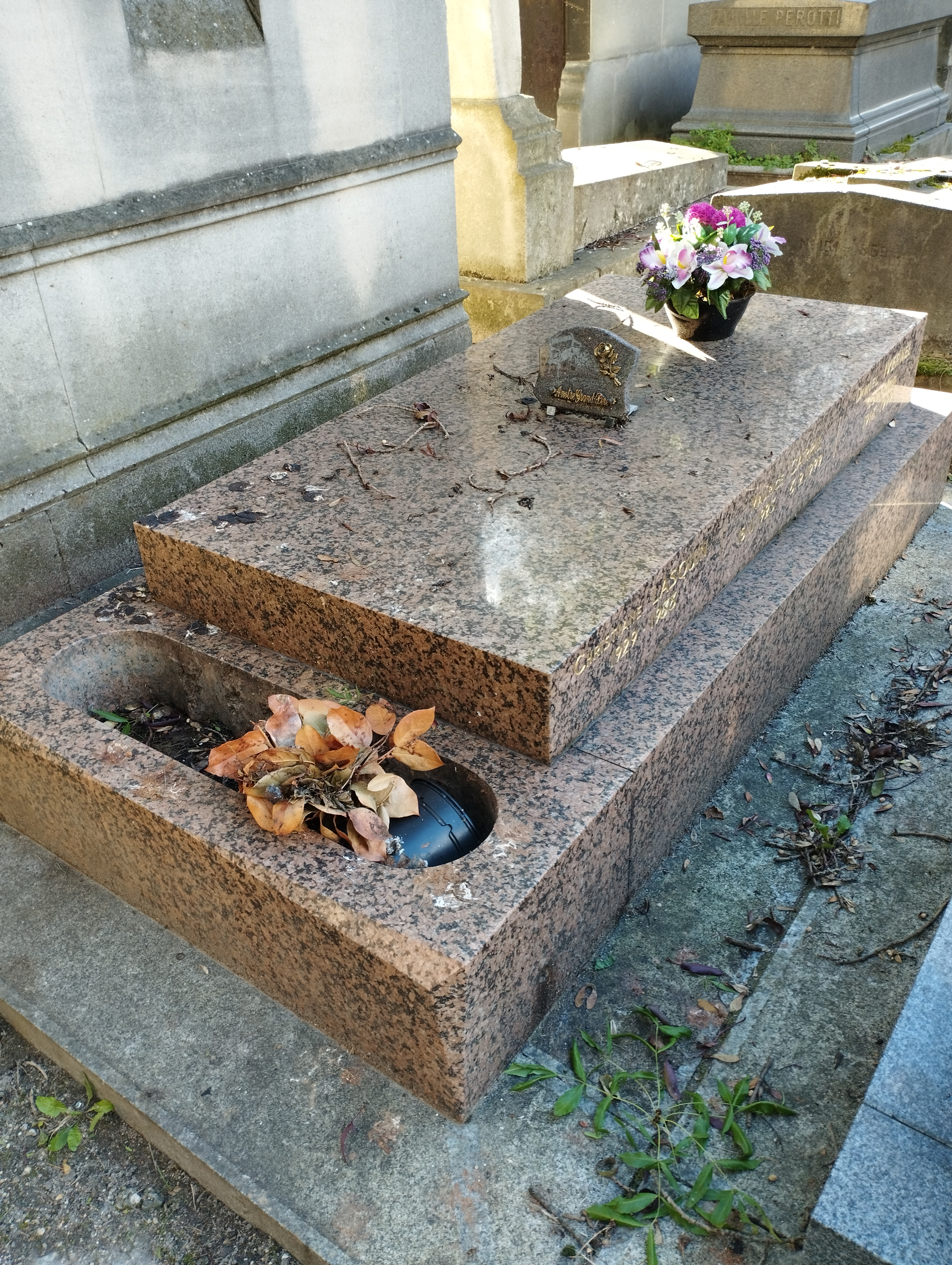
Tombe de Daniel Ivernel au cimetière de Montmartre (division 9).

Duvivier le fera tourner dans La Fête à Henriette, La Femme et le Pantin et Marie-Octobre. Il sera aussi remarquable dans le film d'Alain Cavalier Mise à sac, en 1967, ou il jouait un ouvrier-contremaitre reconverti en gangster, et ou il partageait l'affiche avec Michel Constantin.
Son dernier film Le Juge Fayard date de 1977. Ensuite, il a été professeur de théâtre jusqu'à son suicide, le 11 novembre 1999, à l'âge de 81 ans.
Il meurt le 11 novembre 1999 à Paris 15e, et est inhumé au cimetière de Montmartre (9e division, 4e ligne Nord, 22e tombe depuis le chemin Saint-Nicolas).

## Filmographie

### Années 1940
- 1947 : Le Beau Voyage de Louis Cuny
- 1947 : Brigade criminelle de Gilbert Gil
- 1948 : Aux yeux du souvenir de Jean Delannoy
- 1949 : Le Sorcier du ciel de Marcel Blistène
- 1949 : Manon  de Henri-Georges Clouzot - non crédité au générique

### Années 1950
- 1950 : La Souricière d'Henri Calef
- 1950 : Plus de vacances pour le Bon Dieu de Robert Vernay
- 1950 : Dieu a besoin des hommes de Jean Delannoy
- 1951 : La Passante d'Henri Calef
- 1951 : Sous le ciel de Paris de Julien Duvivier (rôle du "carabin" à l'Université de médecine de Paris)
- 1952 : Le Banquet des fraudeurs d'Henri Storck
- 1952 : La Fête à Henriette de Julien Duvivier
- 1952 : Rayés des vivants de Maurice Cloche
- 1953 : La neige était sale de Luis Saslavsky
- 1954 : Destinées film collectif, (segment Jeanne) de Jean Delannoy
- 1954 : Le Comte de Monte-Cristo de Robert Vernay : Caderousse
- 1954 : Ulysse (Ulisse) de Mario Camerini : Euryloque
- 1954 : Madame du Barry de Christian-Jaque
- 1954 : Paris court-métrage d'Henri Calef - seulement  voix
- 1955 : Napoléon - film tourné en deux époques - de Sacha Guitry
- 1957 : S.O.S. Noronha de Georges Rouquier
- 1958 : La Mer et les jours court-métrage de Raymond Vogel et Alain Kaminker - seulement voix
- 1959 : La Femme et le Pantin de Julien Duvivier
- 1959 : Marie-Octobre de Julien Duvivier : Robert Thibaud

### Années 1960
- 1961 : Par-dessus le mur de Jean-Paul Le Chanois
- 1961 : Vive Henri IV, vive l'amour de Claude Autant-Lara
- 1961 : Dynamite Jack de Jean Bastia - rôle et présence à confirmer
- 1961 : La Pendule à Salomon de Vicky Ivernel
- 1962 : La Ligne droite de Jacques Gaillard
- 1962 : Les Dimanches de Ville d'Avray de Serge Bourguignon
- 1962 : Mandrin, bandit gentilhomme de Jean-Paul Le Chanois
- 1964 : Le Journal d'une femme de chambre de Luis Buñuel
- 1964 : À couteaux tirés de Charles Gérard
- 1966 : Paris au mois d'août de Pierre Granier-Deferre
- 1966 : L'Homme de Marrakech de Jacques Deray
- 1967 : Mise à sac d'Alain Cavalier

### Années 1970
- 1970 : Borsalino de Jacques Deray : le commissaire Fanti
- 1971 : Le Saut de l'ange d'Yves Boisset
- 1971 : Il était une fois un flic de Georges Lautner : Ligmann
- 1972 : Docteur Popaul de Claude Chabrol
- 1972 : Jean Vilar, une belle vie de Jacques Rutman (documentaire) - seulement apparition
- 1972 : L'Attentat d'Yves Boisset
- 1973 : L'Affaire Dominici de Claude Bernard-Aubert : le président des Assises de Digne
- 1974 : Les Gaspards de Pierre Tchernia : le clochard
- 1974 : Borsalino & Co de Jacques Deray : le commissaire Fanti
- 1975 : Il faut vivre dangereusement de Claude Makovski : Germain Badinget
- 1976 : Le Corps de mon ennemi d'Henri Verneuil : Victor Verbruck, le maire
- 1977 : Le Juge Fayard dit Le Shérif d'Yves Boisset : Marcheron
- 1978 : Les Cinq Dernières Minutes épisode La Grande truanderie de Claude Loursais : Monsieur Ponty

## Théâtre
- Britannicus sans doute fin des années 1950 au Théâtre du Vieux-Colombier
- 1943 : La Légende du Chevalier d'André de Peretti Della Roca, mise en scène Julien Bertheau, Comédie-Française
- 1945 : L'Invasion de Léonid Léonov, Théâtre des Carrefours
- 1945 : Tristan et Yseut de Lucien Fabre, mise en scène Alfred Pasquali, Théâtre Édouard VII
- 1947 : Le Voyage en calèche de Jean Giono, mise en scène Alice Cocea, Théâtre du Vieux-Colombier
- 1947 : La Ménagerie de verre de Tennessee Williams, mise en scène Claude Maritz, Théâtre du Vieux-Colombier
- 1948 : J'irai cracher sur vos tombes (adaptation théâtrale) de Boris Vian, mise en scène Alfred Pasquali, Théâtre Verlaine
- 1949 : Un tramway nommé Désir de Tennessee Williams, mise en scène Raymond Rouleau, théâtre Édouard VII
- 1950 : La vie est un songe de Pedro Calderón de la Barca, mise en scène Pierre Aldebert, Théâtre de Chaillot
- 1951 : Les Princes du sang de Jean-François Noël, mise en scène Raymond Hermantier, Théâtre du Vieux-Colombier
- 1952 : Lorenzaccio d’Alfred de Musset, mise en scène Gérard Philipe, TNP Festival d'Avignon
- 1955 : Un cas intéressant de Dino Buzzati, mise en scène Georges Vitaly, Théâtre La Bruyère
- 1958 : La Hobereaute de Jacques Audiberti, mise en scène Jean Le Poulain, Théâtre du Vieux-Colombier
- 1958 : Peer Gynt d'Henrik Ibsen, mise en scène André Reybaz, Théâtre de Chaillot
- 1959 : Becket ou l'Honneur de Dieu de Jean Anouilh, mise en scène de l'auteur et Roland Piétri, Théâtre Montparnasse
- 1961 : Oncle Vania d'Anton Tchekhov, mise en scène Jacques Mauclair, Comédie-Française
- 1962 : Hamlet de William Shakespeare, mise en scène Jean-Louis Barrault, Odéon-Théâtre de France
- 1962 : La guerre de Troie n'aura pas lieu de Jean Giraudoux, mise en scène Jean Vilar, Festival d'Avignon
- 1962 : Andromaque de Racine, mise en scène Jean-Louis Barrault, Odéon-Théâtre de France
- 1963 : L'Ours d'Anton Tchekhov, mise en scène Jean Desailly, Odéon-Théâtre de France
- 1963 : Divines Paroles d'après Ramón María del Valle-Inclán, mise en scène Roger Blin, Théâtre de l'Odéon
- 1963 : Thomas More ou l'homme seul de Robert Bolt, mise en scène Jean Vilar, TNP Théâtre de Chaillot, Festival d'Avignon
- 1964 : Richard III de Shakespeare, mise en scène Jean Anouilh et Roland Piétri, Théâtre Montparnasse
- 1966 : Becket ou l'Honneur de Dieu de Jean Anouilh, mise en scène de l'auteur et Roland Piétri, Théâtre Montparnasse
- 1966 : La guerre de Troie n'aura pas lieu de Jean Giraudoux, mise en scène Jean Darnel, Théâtre de la Nature Saint-Jean-de-Luz
- 1967 : L'Escalier de Charles Dyer, mise en scène Claude Sainval, avec Paul Meurisse pour partenaire (pièce qui inspirera La Cage aux Folles à Jean Poiret, dans une tournure plus "gay"), Comédie des Champs-Élysées
- 1969 : Un poète en Amérique de Sidney Michael, mise en scène Daniel Ivernel, Théâtre Montansier
- 1970 : Un piano dans l'herbe de Françoise Sagan, mise en scène André Barsacq, Théâtre de l'Atelier
- 1973 : Le Voyageur sans bagage de Jean Anouilh, mise en scène Nicole Anouilh, Théâtre des Mathurins
- 1975 : Le Balcon de Jean Genet, mise en scène Antoine Bourseiller, Théâtre du Gymnase
- 1977 : Vive Henri IV ! ou la Galigaï de Jean Anouilh, mise en scène Nicole Anouilh, Théâtre de Paris
- 1979 : Ardèle ou la marguerite de Jean Anouilh, mise en scène Pierre Mondy et Roland Piétri, Théâtre Hébertot
- 1982 : L'Escalier de Charles Dyer, mise en scène Yves Robert, Comédie des Champs-Élysées
- 1984 : Attention à la petite marche de Christiane Lasquin, mise en scène Daniel Ivernel, Théâtre des Mathurins
- 1993 : Roméo et Jeannette de Jean Anouilh, mise en scène Daniel Ivernel, Théâtre de l'Œuvre
- 1994 : Henri IV de Luigi Pirandello, mise en scène Georges Wilson,  Théâtre de l'Œuvre

## Radio
- 1954 : Faits divers, épisode Monsieur bien sous tous rapports de Boileau-Narcejac, diffusé le 27 juillet 1954 sur la Chaîne Parisienne de la RTF : Émile Langeais [4]